# Ambassis agrammus
Ambassis agrammus is een straalvinnige vissensoort uit de familie van Aziatische glasbaarzen (Ambassidae). De wetenschappelijke naam van de soort is voor het eerst geldig gepubliceerd in 1867 door Günther.